# Folha Popular
O Folha Popular é um jornal quinzenal de notícias brasileiro, fundado em 6 de setembro de 1997 e sediado em Araputanga.